# Culicoides magnipalpis
Culicoides magnipalpis är en tvåvingeart som beskrevs av Wirth och Blanton 1953. Culicoides magnipalpis ingår i släktet Culicoides och familjen svidknott.
Artens utbredningsområde är Panama. Inga underarter finns listade i Catalogue of Life.